# VHS
För andra betydelser, se VHS (olika betydelser).

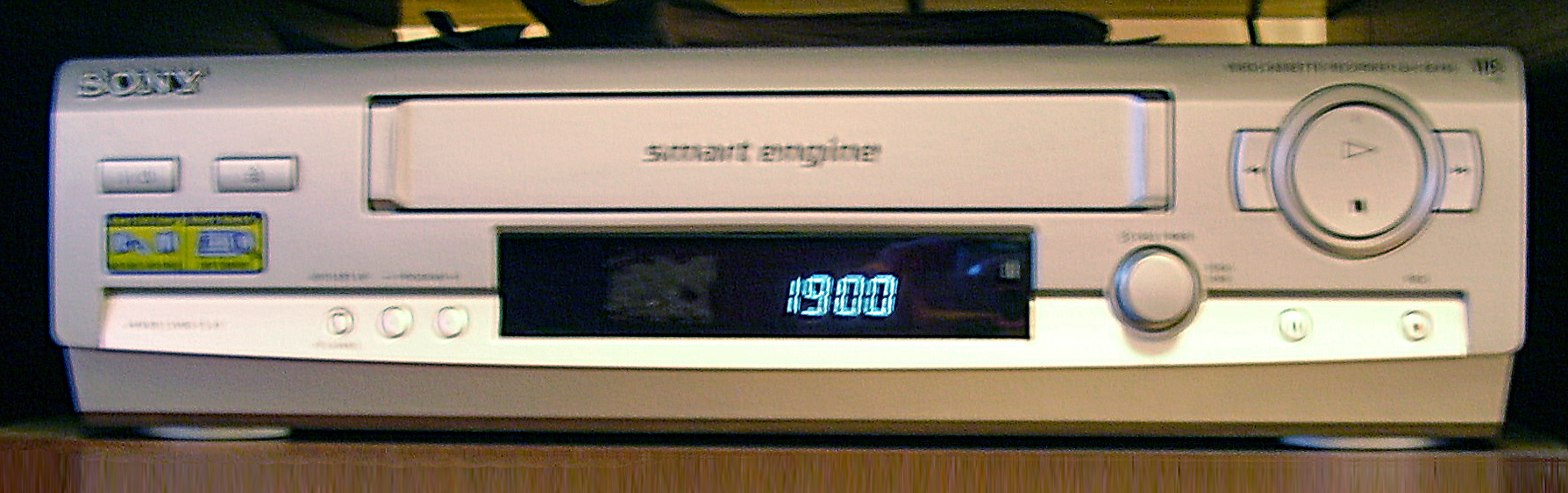
En VHS-maskin från Sony.

VHS (Video Home System) är ett format för videobandspelare med kassettband som media vilket lanserades i september 1976 av JVC. VHS blev det totalt dominerande systemet på konsumentmarknaden, där den under det så kallade "videokriget" under 1980-talet konkurrerade ut de alternativa Betamax- och Video 2000-systemen. Under en stor del av 1990-talet var VHS standard för hemmavideo. När DVD först kom ut 1996 började VHS långsamt gå tillbaka till förmån för DVD.
I juni 2016 tillverkade det japanska företaget Funai världens allra sista VHS-spelare.
Den 15 juni 2003 innebar första gången som DVD blev mer populärt än VHS i USA, vad gällde statistiksiffror för videouthyrningen.   DVD har snabbt ersatt VHS.
Kring 2005 hade de flesta större filmbolagen i USA slutat släppa nya filmtitlar till VHS. Många större detaljhandlare har också slutat sälja eller hyra ut filmer på VHS, även om inspelade VHS-kassetter fortfarande är populära bland samlare, främst på grund av utbudet med tusentals titlar som ännu inte släppts på DVD och andra nyare format. Den 31 oktober 2008 skickade den sista större amerikanska leverantören av förinspelade VHS-band, Distribution Video Audio Inc. från Palm Harbor, Florida, sin sista leverans.
Speltid, bild och ljudkvalitet förbättrades för VHS-systemet gradvis, med införande av Dolby brusreducering för ljudet på tidiga modeller, senare även hifiljud samt nicamstereo. Speltiden förbättrades med införandet först av Long Play (LP) som ger dubbelt så lång speltid till priset av en något sämre bildkvalitet och senare av så kallade Extended Play (EP, ibland XP, "utökad speltid") som tillåter trefaldig speltid på standardkassetter. I Ntsc-länder, förbättrades speltiden ytterligare med den så kallade VP-hastigheten.

## Formatet

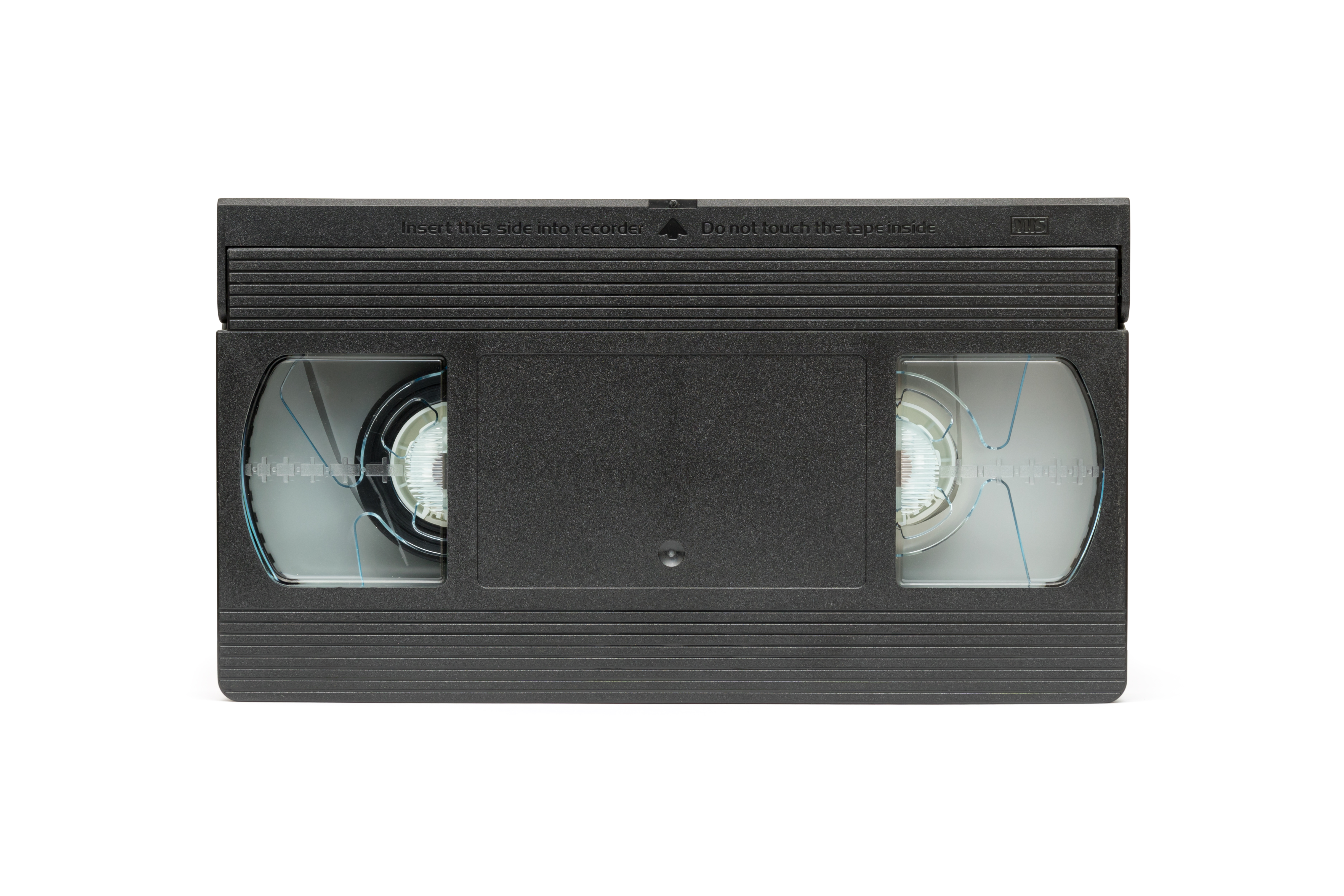
VHS-kassett

### Media
Media till VHS-systemet är en kassett med bredden 188 mm, djupet 104 mm och höjden 25 mm, ibland slarvigt kallad videokassett eller videoband. Själva magnetbandets bredd är 12,7 mm (½ tum). Kassetten innehåller två spolar varav en matarspole och en upptagarspole. I början av uppspelningen är bandet helt uppspolat på matarspolen. Under inspelning och uppspelning matas bandet från matarspolen, passerar det roterande bandhuvudet, den så kallade videotrumman, där in- och upp-spelning sker, och spolas sedan upp på upptagarspolen.
Det är möjligt att när som helst stoppa in- eller uppspelning och avlägsna kassetten ur videobandspelaren för att senare återinsätta kassetten och fortsätta spelningen där den avbröts tidigare. Efter bandslut kan bandet återspolas från upptagarspolen till matarspolen, helt eller delvis. Videoband tillverkades och fanns i flera olika längder men 180 och 240 minuters speltid var vanligast (2004).

### Tekniska prestanda
Ett mått på informationsmängden i en analog TV-signal är den så kallade bandbredden som för VHS är 3 MHz, medan en PAL-TV-signal har en bandbredd på 5 MHz.
Ett annat mått på informationsmängden i en videosignal är den ofta missförstådda upplösningen.
I videosammanhang anges den i antal linjer, både i vertikal och horisontell led.
För all PAL-kompatibel utrustning – videokameror, TV-spel, videoapparater, TV-sändningar med mera – är den vertikala upplösningen 576 linjer. TV-systemet har visserligen 625 linjer men av dessa går 25 linjer per delbild bort för synkronisering och vertikal återgång av elektronstrålen i bildröret. Den horisontella upplösningen kan däremot variera, beroende på apparat.
En VHS-signal kan återge cirka 240 linjer i horisontell upplösning, att jämföra med cirka 500 linjer för TV-sändningar.

### VHS-singel
En VHS-singel, även videobandssingel eller Video 45 (efter "45" som används om grammofonskivor), är ett standard-VHS-band med kort speltid. Formatet har funnits sedan början av 1980-talet. 1983 släppte den brittiska synthpopgruppen The Human League Storbritanniens första kommersiella videosingel, "The Human League Video Single", som innehöll tre låtar och hade en speltid på 12 minuter. Det var ingen stor kommersiell framgång på grund av det höga priset, £10.99, jämfört med £1.99 för en vinylsingel.

## Ytterligare VHS-format

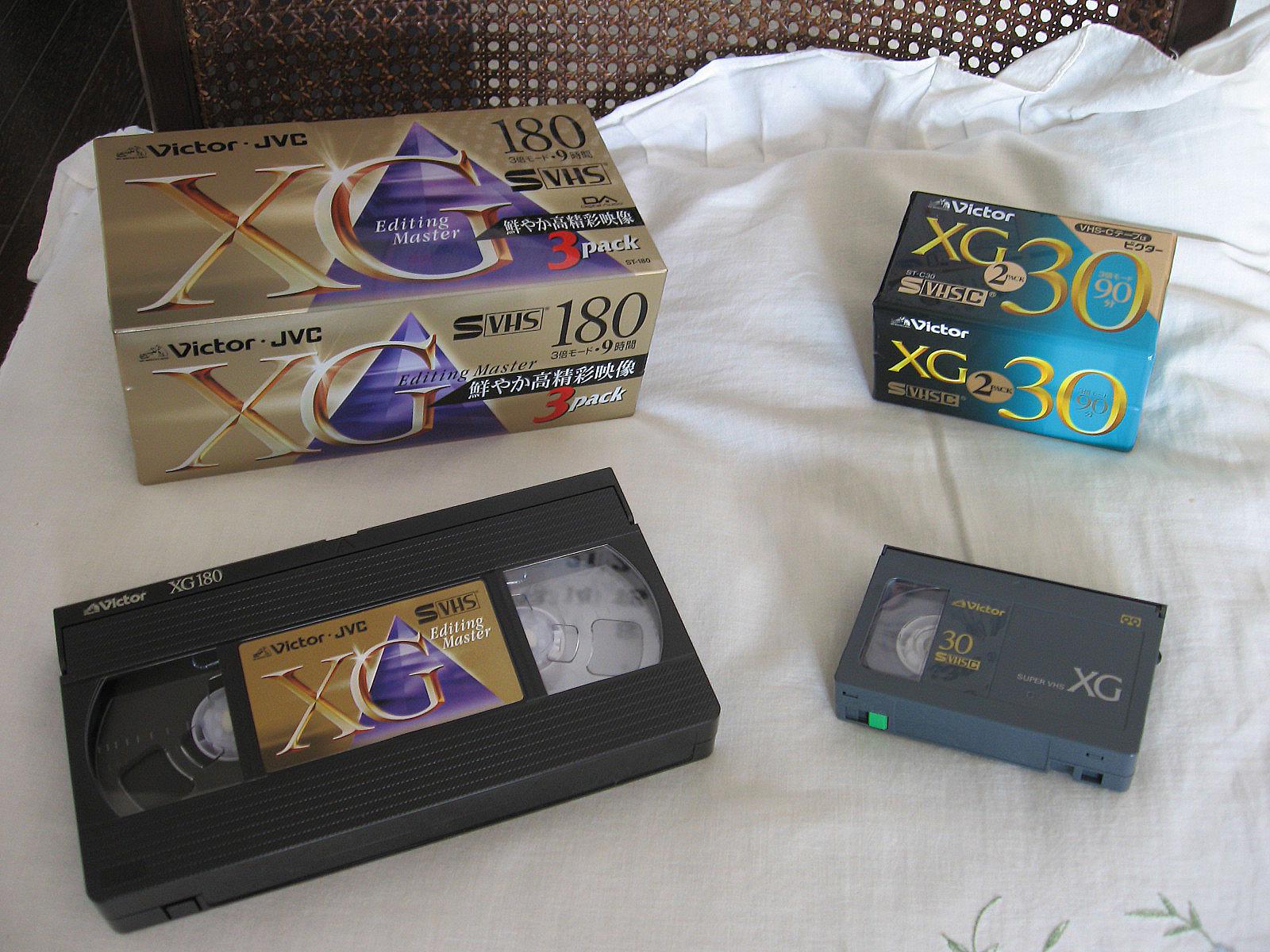
S-VHS-kassett

### VHS-C
VHS-C introducerades 1983 och är ett kompakt VHS-format med samma bandtyp som VHS, men innesluten i en fysiskt mindre kassett, med bredden 92 mm, höjden 22,5 mm och djupet 59 mm. Det används i videokameror och kan även spelas upp i en vanlig VHS-spelare genom att montera kassetten i en adapter som har samma format som en standard-VHS-kassett. För övrigt har detta format identiska prestanda med VHS-formatet.

### Super VHS (S-VHS) och S-VHS-C
Super VHS, även betecknad S-VHS, är en vidareutveckling av VHS för en annorlunda inspelningsteknik som ger 400 linjers horisontell upplösning. Detta formats kassetter är mekaniskt identiska med VHS-kassetter, men kraven på det magnetiska materialet som bandet består av är strängare. Kassetterna har kontrollhål som gör att spelaren kan särskilja kassettyperna. För övrigt är S-VHS bakåtkompatibelt med VHS i det avseendet att S-VHS-spelare kan spela in och spela upp även i VHS-format på VHS-kassetter. Det har även dykt upp VHS-bandspelare med förmåga till S-VHS playback. Dessa är VHS-bandspelare som kan spela upp S-VHS-inspelningar, men inte spela in i S-VHS.
S-VHS-C är ett kompakt format för videokameror. Kassetterna kan spelas upp i vanliga S-VHS-maskiner genom montering i adapter på samma sätt som när VHS-C spelas upp i VHS-spelare. I övrigt är formatet identiskt med S-VHS.

### S-VHS da
Super VHS digital audio, introducerat 1990.

### W-VHS
Introducerat 1992, ett analogt format för högupplöst TV (HDTV) som använder VHS-kassetter. Maskinerna var för dyra för att slå igenom som konsumentformat och formatet hade för dålig kvalitet för att slå igenom som proffsformat.

### Digital VHS (D-VHS)
D-VHS är en digitalvideoversion av VHS med en horisontell upplösning på upp till 1080 linjer, och länge det enda konsumentformatet som kunde spela in HDTV-sändningar. En standardkassett rymmer 44 gigabyte.

### Fotnoter
1. ↑  Alexander Kuprijanko (18 november 2006). ”VHS-kassetten är död” (på svenska). Sydsvenskan. https://www.sydsvenskan.se/2006-11-18/vhs-kasetten-ar-dod. Läst 27 maj 2018.
2. ↑  Jan Melin (25 juli 2016). ”Nu dör VHS” (på svenska). Ny teknik. https://www.nyteknik.se/tekniknyheter/nu-dor-vhs-6591532. Läst 27 maj 2018.
3. ↑  ”E-commerce and Video Distribution: DVD and Blu-ray”. http://ecommerceandvideodistributiondvd.blogspot.com/.
4. ↑  Bakalis, Anna (20 juni 2003). ”It's unreel: DVD rentals overtake videocassettes”. Washington Times. http://washingtontimes.com/business/20030620-113258-1104r.htm.
5. ↑  Los Angeles Times 22 december 2008 - VHS era is winding down
6. ↑  probnot's tech (18 juni 2020). ”Panasonic SA-HT820V DVD/VCR Combo (with VP recording!)”. https://www.youtube.com/watch?v=u5ZVBJH9Xq4&feature=youtu.be. Läst 30 december 2024.
7. ↑  Virgin Records 1983